# Đền Bạch Mã

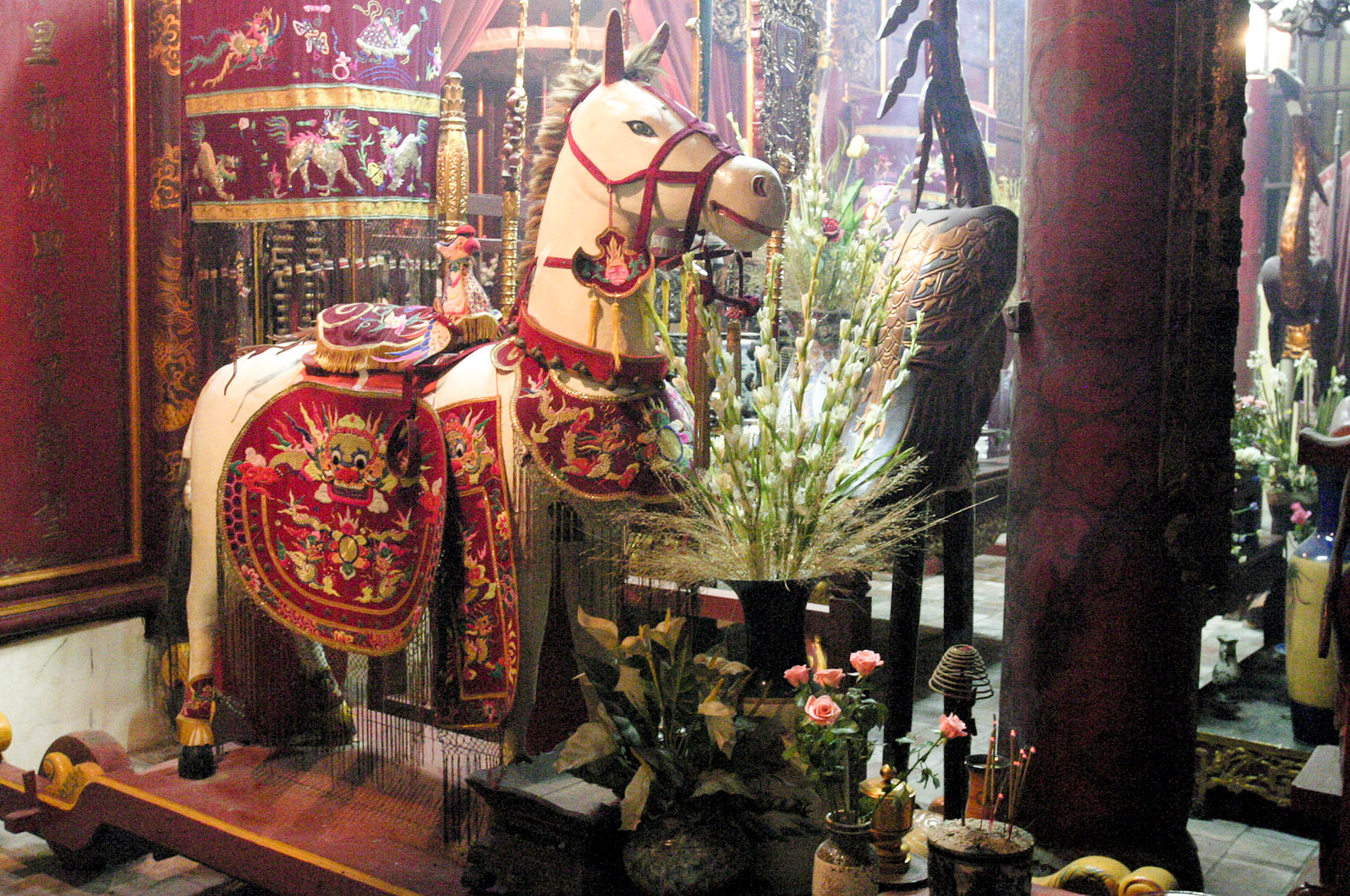
Thờ ngựa trắng bên trong đền Bạch Mã

Đền Bạch Mã (Tên chữ: "Bạch Mã tối linh từ") là một trong tứ trấn của kinh thành Thăng Long xưa, gồm bốn ngôi đền: Đền Quán Thánh (trấn giữ phía Bắc kinh thành); Đền Kim Liên (trấn giữ phía Nam kinh thành); Đền Voi Phục (trấn giữ phía Tây kinh thành); Đền Bạch Mã (trấn giữ phía Đông kinh thành), nằm ở địa chỉ 76 phố Hàng Buồm, phường Hàng Buồm, quận Hoàn Kiếm, Hà Nội.

## Lịch sử
Xưa kia nơi đền Bạch Mã tọa lạc thuộc địa dư phường Hà Khẩu, tổng Đông Thọ, huyện Thọ Xương, phủ Hoài Đức, Thăng Long.
Đền Bạch Mã được xây dựng từ thế kỷ 9 để thờ thần Long Đỗ (Rốn Rồng)- vị thần gốc của Hà Nội cổ. Đến thế kỷ X, Khi đưa quân đi dẹp loạn, Đinh Bộ Lĩnh đã đến đền Bạch Mã phía đông thành Đại La làm lễ cầu đảo xin Thần phù hộ cho nước, cho được vạn sự thì sẽ phong sắc để biểu dương sự anh linh. Đinh Bộ Lĩnh đã đến làng Đặng Xá (Văn Xá, Kim Bảng, Hà Nam) chiêu binh, từ đấy Đinh Bộ Lĩnh đánh đâu được đấy, được tôn là Vạn Thắng Vương, bình được 12 sứ quân. Sau khi thống nhất đất nước, trở về làng Đặng Xá, vua Đinh Tiên Hoàng mơ thấy một vị thần tự xưng là Thần Bạch Mã báo mộng rằng: ‘’Thần đã vâng mệnh Hoàng Thiên, theo vua đánh giặc. Nay thiên hạ đã yên bình, nhà vua chưa lễ tạ, thế là không đúng lễ’’. Vua tỉnh dậy, biết Thần rất là linh ứng, liền phong tặng mĩ tự, phong là: Hộ Quốc Bảo Cảnh Linh Thông Tế Thế, Đô Đại Thành Hoàng Linh Lang Bạch Mã Đại Vương Thượng Đẳng Phúc Thần. Đinh Tiên Hoàng sai sứ giả mang sắc phong thần Bạch Mã về xã Đặng xá, huyện Cổ Bảng, Phủ Lý Nhân, Đạo Sơn Nam, truyền cho nhân dân xây thêm một đền thờ thần Bạch Mã trên quê hương Hoàng hậu Dương Thị Nguyệt để thờ phụng, gọi là đền thờ Thần Linh Lang Bạch Mã. Đến triều Nguyễn, vua Đồng Khánh năm thứ 9, đã ban sắc phong cho Ngài là: Hàm Quang Thượng Đẳng Thần, đặc cách cho thờ phụng, để ghi nhớ ngay vui của nước và tỏ rõ biển lệ thờ tự. Do đó mà ngày nay ở Hà Nam cũng có đền Bạch Mã thờ vị thần ở quốc đô Thăng Long.
Năm 1010, khi Lý Thái Tổ dời đô từ Hoa Lư ra Thăng Long, định đắp thành nhưng nhiều lần thành đắp lên lại bị sụp đổ. Vua cho người cầu khấn ở đền thờ thần Long Đỗ thì thấy một con ngựa trắng từ đền đi ra. Vua lần theo vết chân ngựa, vẽ đồ án xây thành, thành mới đứng vững. Thần được vua Lý Thái Tổ phong làm Thành hoàng của kinh thành Thăng Long.
Văn bia hiện còn ở đền cho biết, đền Bạch Mã được tu bổ lớn vào niên hiệu Chính Hòa (1680-1705) đời Lê Hy Tông, đến năm Minh Mệnh thứ 20 (1839) lại được tu bổ thêm: sửa lại đền, dựng riêng văn chỉ, xây Phương đình, quy mô ngày càng rộng rãi, cảnh quan tôn nghiêm, nổi tiếng ở chốn đất thiêng.

## Kiến trúc
Hiện tại ngôi đền có quy mô kiến trúc lớn, quay theo hướng Nam gồm có Nghi môn, Phương đình, Đại bái, Thiêu hương, Cung cấm và nhà hội đồng ở phía sau. Các mục hạng này được bố trí theo chiều dọc, trong một không gian khép kín. Kiến trúc đền còn lưu lại hiện nay chủ yếu mang phong cách nghệ thuật thời Nguyễn (thế kỷ 19). Nổi bật trong kết cấu kiến trúc của đền là toàn bộ khung nhà gỗ với hệ thống cột gỗ lim lớn, các bộ vì đỡ mái được làm kiểu "giá chiêng chồng rường con nhị", đặc biệt là "hệ củng 3 phương" tại nhà phương đình vừa có tác dụng chịu lực, vừa là tác phẩm nghệ thuật và sử dụng để treo đèn trong các ngày lễ hội và kết cấu "vòm vỏ cua" đỡ mái hiên nhà thiêu hương. Trên các côn gỗ, xà lách, xà ngang, các vì chồng rường đều có nhiều mảng trang trí với các đề tài phong phú và nét trạm chắc, khỏe.

## Hiện vật
Trong nội thất của đền, phương đình ở phía trong, bên trái có cây hương, bàn thờ, phía ngoài có miếu thờ Tề Vương Phi, bên phải phương đình thờ Bể Núi. Thiêu hương và cung cấm có ban thờ và đồ tế lễ.
Hiện đền còn lưu giữ nhiều di vật cổ có giá trị như: bia đá, sắc phong, kiệu thờ, hạc thờ, đôi phỗng, Cùng với các giá trị về kiến trúc nghệ thuật, di tích đền Bạch Mã là một nguồn tư liệu quý để nghiên cứu, tìm hiểu Thăng Long-Hà Nội về nhiều mặt.
Có hơn một nghìn năm lịch sử, Đền Bạch Mã là một trong những di tích kiến trúc nghệ thuật tiêu biểu của thủ đô Hà Nội.